# Cuentos (Eça de Queiroz)
Cuentos es el título de una de las obras póstumas de Eça de Queirós, en la que se recopilaron, además de textos inéditos, gran cantidad de escritos dispersos por periódicos y revistas por iniciativa de su hijo, José Maria Eça de Queirós y de algunos amigos y familiares. La primera edición fue organizada por Luís de Magalhães y publicado en 1902.
Se trata de un volumen de doce cuentos publicados por Eça de Queirós de manera dispersa que no reúne la totalidad de los relatos cortos escritos por el autor.
El criterio elegido por el recopilador (y que han sido discutido por diversos críticos) atiende a una lógica temático-cronológica, iniciándose con textos cuyos personajes y situaciones fueron contemporáneas al autor: Singularidades de una chica rubia, Un poeta lírico, En el molino, Civilización y José Matías.
A continuación se sitúan los textos de temática medieval: Tema para versos, Las historias. El tesoro, Las historias. Fray Genebro, El difunto. Los siguientes de carácter bíblico: Otro amable milagro, Un milagro, El milagro suave! Y por último los de tema mitológico: Adán y Eva en el Paraiso y La Perfección.
Dentro de cada grupo los textos están organizados cronológicamente.